# Heinz Heck

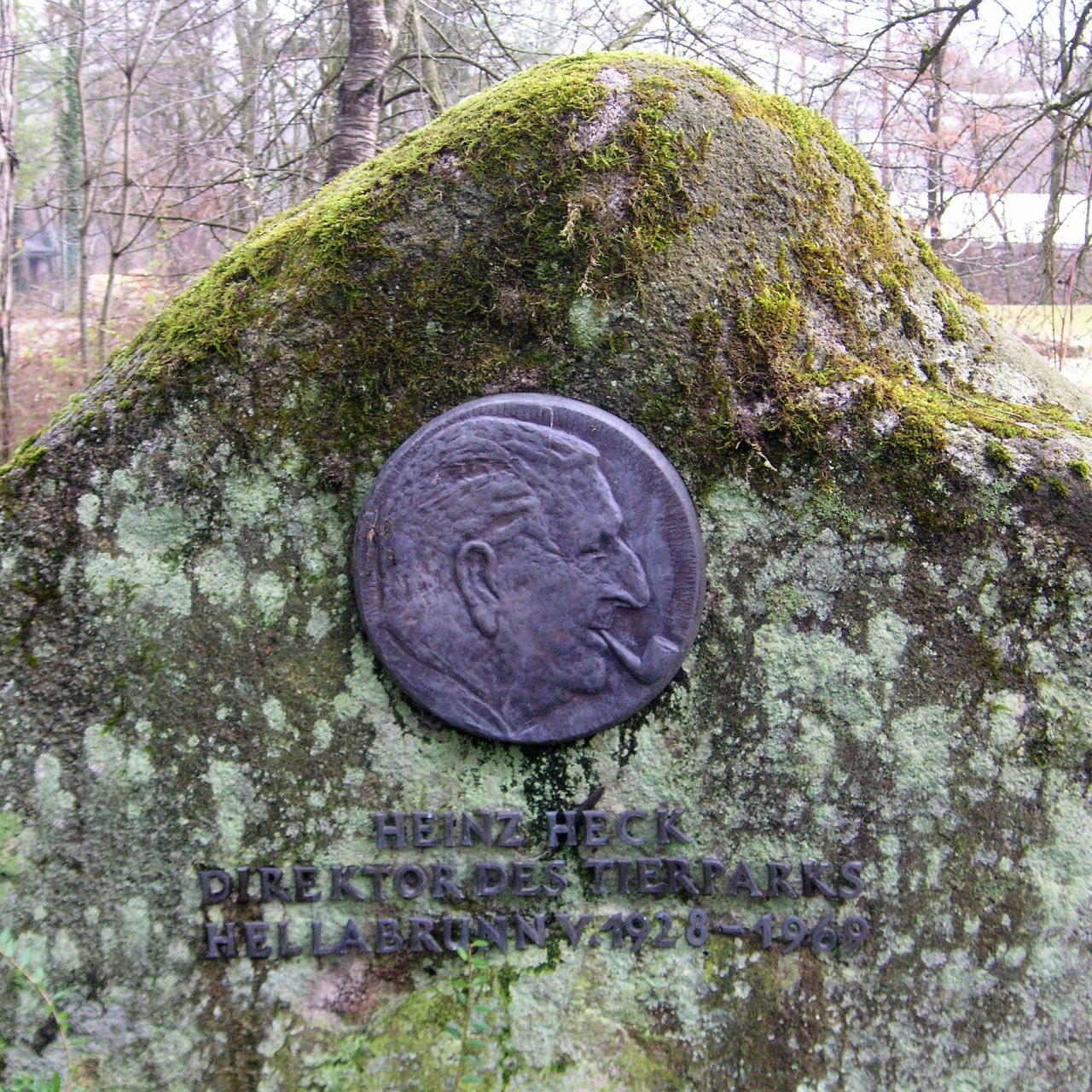
Heinz Heck Gedenkstein im Tierpark Hellabrunn

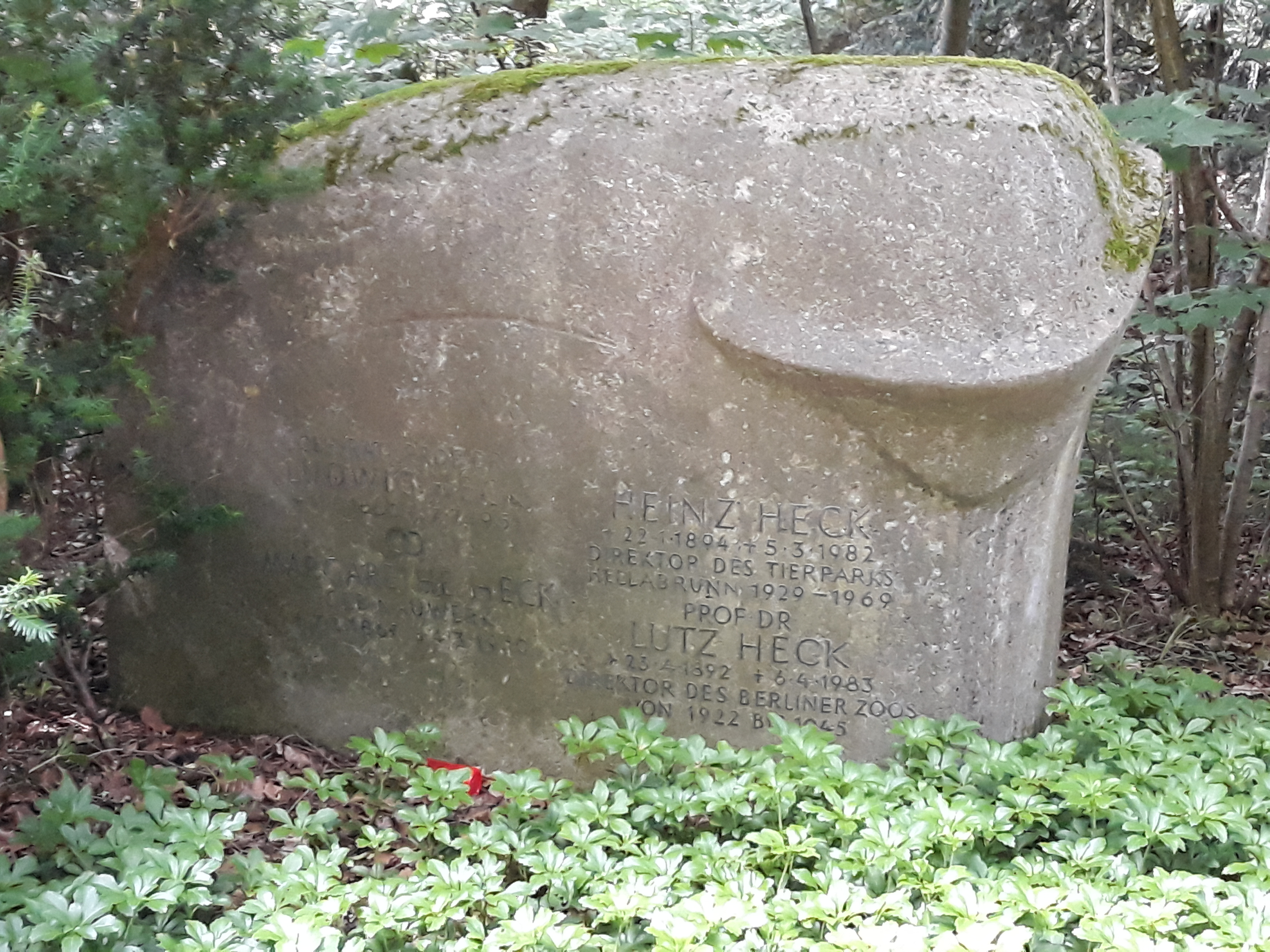
Das Grab von Heinz Heck im Familiengrab Heck auf dem Waldfriedhof München

Heinz Heck (* 22. Januar 1894 in Berlin; † 5. März 1982 in München) war ein deutscher Biologe und Zoodirektor in München.

## Familie
Heinz Heck kam am 22. Januar 1894 als viertes Kind des Berliner Zoodirektors Ludwig Heck (1860–1951) und seiner Frau Margarete, geborene Nauwerk (1867–1950), zur Welt. Seine Geschwister waren Katharina (* 1889), Ehefrau von Werner Ferdinand von Siemens, und Margarete (* 1890), Ehefrau von Wilhelm Otto von Siemens und später von Carl Friedrich von Siemens, sowie Ludwig jun. „Lutz“ (1892–1983).
Heinz Heck war zweimal verheiratet, zunächst ab Juli 1916 mit der Schauspielerin Regula Keller (1894–1978, Tochter des AEG-Direktors Georg Stern), die Ehe wurde geschieden vor 1920. Später heiratete er Hilde Hagenbeck, Tochter des Hamburger Zoobesitzers Heinrich Hagenbeck. Die Ehe wurde vor 1954 geschieden.

## Leben
Heck studierte vor dem Ersten Weltkrieg an den Universitäten Berlin, Freiburg und München Medizin, Veterinärmedizin und Zoologie, hatte aber sein Studium nicht abgeschlossen, da er auf dem Marburger Berg erfolgreich Wisente und Lamas züchtete, danach verbrachte er drei Jahre bei Hagenbecks Tierpark in Hamburg.
Er war von 1927 bis 1964 Direktor des Tierparks Hellabrunn in München. Der 1911 eröffnete Zoo war bereits 1922 aus finanziellen Gründen geschlossen worden. Heck errichtete beim Wiederaufbau des Zoos 1927 in den Isarauen den ersten Geozoo der Welt unnd öffnete mit einer für nur 5 Monate geplanten Tierpark-Propagandaschau am 28. Mai 1928. Nach großem Erfolg wurde im Januar 1929 die Tierpark Hellabrunn Aktiengesellschaft gegründet.
Als Direktor folgte ihm sein Neffe Lutz Heck jun. (1924–2009) nach, der den Tierpark bis 1972 leitete.
Heinz Heck und sein Bruder Lutz Heck sind vor allem für ihre Versuche bekannt, aus von ihnen als ursprünglich erachteten Nutztieren Rassen zu züchten, welche deren ausgestorbenen Stammformen ähneln sollen. Das heutige Heckrind (ein Versuch, aus von Heinz und Lutz Heck als ursprünglich erachteten Rinderrassen ein dem Auerochsen ähnliches Rind zu züchten) geht auf die Versuche von Heinz Heck zurück, die Tiere seines Bruders gingen verloren. Auch das Heckpferd geht auf diese Versuche zurück und ging aus Rassen wie dem Konik oder Islandpferden hervor. 1934 setzte er sich für die erfolgreiche Wiedereinbürgerung des Alpensteinbocks bei Berchtesgaden ein.
Einen in der Zeit des Nationalsozialismus angetragenen Professorentitel soll Heck abgelehnt haben. Im Gegensatz zu den meisten seiner Kollegen und trotz der Systemnähe seines Bruders Lutz soll Heinz Heck außerdem nie Mitglied der NSDAP gewesen sein.
Heinz Heck erblindete im Alter vollständig. Er starb am 5. März 1982.

## Ehrungen
- 1953: Bundesverdienstkreuz 1. Klasse
- 1964: Bayerischer Verdienstorden

## Werke
- Führer durch den Tierpark Hellabrunn, 1955.
- Elefant und Regenwurm: Tiergeschichten. Deutscher Taschenbuch-Verlag, München 1979, ISBN 3-423-02521-2.